# Ферреро, Луиджи
Луиджи Ферреро (итал. Luigi Ferrero; 26 декабря 1904 года, Турин, Италия — 30 октября 1984 года, Турин) — итальянский футболист, нападающий, известен по выступлению за клуб «Ювентус» и «Амброзиану-Интер», после завершения карьеры футболиста тренировал ряд сильных итальянских клубов.

## Карьера
В качестве игрока Ферреро начал карьеру в «Ювентус», с которым стал чемпионом Италии в сезоне 1925/26. В дальнейшем выступал за различные итальянские клубы, наиболее известным из которых является «Амброзиана-Интер». Закончил карьеру футболиста в 1940 году в клубе «Торино».
Ещё не завершив игровую карьеру стал играющим тренером «Торино» с которым в дальнейшем дважды становился чемпионом Италии. Затем тренировал ряд сильных итальянских клубов, среди которых «Фиорентина», «Лацио» и «Интернационале». Закончил свою тренерскую карьеру Ферреро в 1968 году, в «Фиорентине».

## Достижения
- Чемпион Италии (3): 1925/26, 1945/46, 1946/47.